# IDRA-21
IDRA-21是种AMPA受体的正別構調節劑，也是苯丙噻二嗪的衍生物，也是一种手性分子，(+)-IDRA-21是其活性形式。
在动物实验中，IDRA-21表现出了有促进学习的效果，并能明显改善学习和记忆。在逆转阿普唑仑或东莨菪碱诱发的认知障碍方面，有着约比茴拉西坦10到30倍的效力，且在单次服用后，可产生长达48小时的持续效应，其作用机制，被认为是通过促进大脑突触间的诱导LTP达到的。
正常情况下，IDRA-21或许不产生神经毒性，但可能会加重中风或癫痫发作后，因全身缺血所造成的神经元损伤。
与安帕金或苯甲酰哌啶衍生的AMPA受体增效剂相比，IDRA-21药效优于CX-516，低于CX-546。与IDRA-21相比，效力更好的苯丙噻二嗪类衍生物已被开发出来，但这些衍生物，各所获的研究程度并不一样，苯甲酰基哌啶（benzoylpiperidine）和苯甲酰基吡咯烷CX系列（benzoylpyrrolidine CX-series）药物，在临床开发中更受青睐，这或是由于它们在高剂量使用时，具有更有利的毒性特征。